# Qvarqvare II Jaqeli
Qvarqvare II Jaqeli o Kvarkvare II Jaqeli (en georgiano: ყვარყვარე II ჯაყელი; 1416-1498) fue un príncipe de Samtsje-Saatabago, llamado atabeg de Samtsje o príncipe de Mesjetia desde 1451 a 1498. Era miembro de la familia Jaqeli, hijo de Juan II Jaqeli. En la década de 1440, Qvarqvare se rebeló contra su hermano, Aghbugha II, pero sus rebeliones fueron reprimidas por los nobles georgianos. A pesar de esto, unos años más tarde sucedió a Aghbugha, quien murió en 1451. Qvarqvare, como su padre luchó contra la familia real georgiana por la independencia de Samstje. En 1465 derrotó al rey Jorge VIII de Georgia en la batalla cerca del lago Paravani. Qvarqvare capturó al rey y lo encarceló en Ajaltsije. Después de este hecho, el Principado de Samtsje se separó de Georgia. También participó en la guerra civil georgiana, tras la cual cayó el reino. El gobierno independiente de Qvarqvare estuvo marcado por la guerra con los poderosos estados musulmanes que rodeaban el principado. Los turcomanos de la Oveja Blanca lanzaron grandes ataques en 1466, 1476-1477 y 1485 y desde 1479 el Imperio otomano comenzó a invadir los territorios. Qvarqvare también tuvo varias victorias. Fuentes armenias registran que en 1479 devastó la tierra alrededor de Erzurum, reduciendo la ciudad a un estado tributario.